# Simiskina pasira
Simiskina pasira är en fjärilsart som beskrevs av Dudley Moulton 1911. Simiskina pasira ingår i släktet Simiskina och familjen juvelvingar. Inga underarter finns listade i Catalogue of Life.

## Bildgalleri

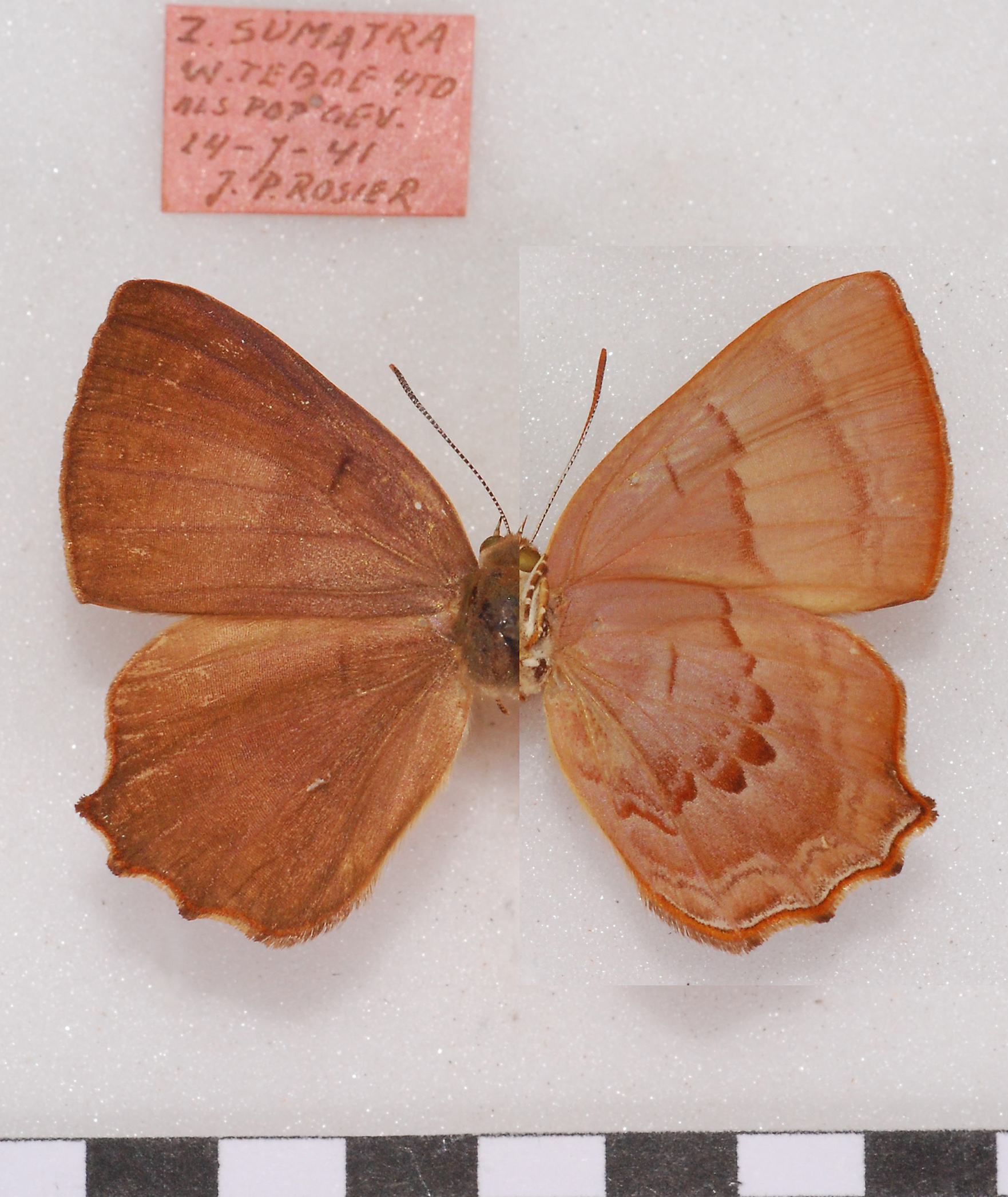